# Seven Faces of Woman
Seven Faces of Woman   è una serie televisiva britannica in 13 episodi trasmessi per la prima volta nel corso di 2 stagioni dal 1974 al 1977.
La serie fu rinominata in She durante la seconda stagione trasmessa nel Regno Unito solo nel 1977, tre anni dopo la prima. In Italia fu trasmessa solo la seconda stagione con il titolo She, la donna eterna.
È una serie televisiva di tipo antologico in cui ogni episodio rappresenta una storia a sé. Gli episodi sono storie drammatiche e romantiche, che coinvolgono donne di diversa età.

## Produzione
La serie fu prodotta da London Weekend Television.  Il tema musicale fu composto e cantato da Charles Aznavour con testo di Herbert Kretzmer.

## Distribuzione
La serie fu trasmessa nel Regno Unito dal 2 giugno 1974 al 22 maggio 1977 sulla rete televisiva Independent Television. In Italia è stata trasmessa la seconda stagione con il titolo She, la donna eterna.

## Episodi

### Seven Faces of Woman
| Stagione       | Episodi | Prima TV UK |
| -------------- | ------- | ----------- |
| Prima stagione | 7       | 1974        |

### She, la donna eterna
| Stagione       | Episodi | Prima TV UK |
| -------------- | ------- | ----------- |
| Prima stagione | 6       | 1977        |